# Мильмерсдорф
Мильмерсдорф (нем. Milmersdorf) — община в Германии, в земле Бранденбург.
Входит в состав района Уккермарк. Подчиняется управлению Герсвальде.  Население составляет 1626 человек (на 31 декабря 2010 года). Занимает площадь 62,85 км².
В состав Мильмерсдорфа входят
- Алимбсмюле
- Аренснест
- Энгельсбург
- Гётшендорф
- Грос Кёлпин
- Хаферкамп
- Ханвердер
- Хоэнвальде
- Луизенхоф
- Мильмерсдорф
- Мильмерсдорфер Мюле
- Петерсдорф
- Петерсдорфер Зидлунг
- Шварцер Тангер
- Зидлунг Шёнберг

| Год  | Население |
| ---- | --------- |
| 2005 | 1813      |
| 2010 | 1650      |